# Jürgen Bachmann (Architekt)
Jürgen Johannes Bachmann (* 16. Mai 1872 in Nübel; † 28. Januar 1951 in Glücksburg) war ein deutscher Architekt, der eine Reihe von Sakral- und Profanbauten in und um Berlin entwarf.

## Leben
Jürgen Bachmann absolvierte eine Lehre zum Zimmermann. Danach studierte er an der Baugewerkschule Eckernförde, wo er seinen späteren Büropartner Peter Jürgensen kennen lernte. Im Anschluss studierte Bachmann von 1894 bis 1895 Architektur an der Technischen Hochschule (Berlin-)Charlottenburg, unter anderem bei Jürgen Kröger, Jürgen Vollmer und Johannes Otzen. Nach dem Studium waren Jürgensen und Bachmann wohl von 1898 bis 1902 als Mitarbeiter im Büro Jürgen Krögers tätig. 1903 gründeten die beiden die Sozietät Jürgensen und Bachmann mit Bürositz in Charlottenburg. Ihr Büro war zunächst im Haus Schillerstraße 104, später im Haus Bismarckstraße 97/98. Die Sozietät mit Jürgensen endete 1918, auch wenn danach noch einige Bauten gemeinsam entworfen wurden. 1918 zog Jürgen Bachmann als Soldat in den Ersten Weltkrieg.
Jürgen Bachmann war Mitglied in der Freien Akademie des Städtebaus, im Architekten- und Ingenieur-Verein zu Berlin, in der Deutschen Gesellschaft für das Bauwesen und im Bund Deutscher Architekten (BDA).

## Bauten
Viele Bauten Jürgen Bachmanns stehen unter Denkmalschutz (D).

### Zusammen mit Peter Jürgensen

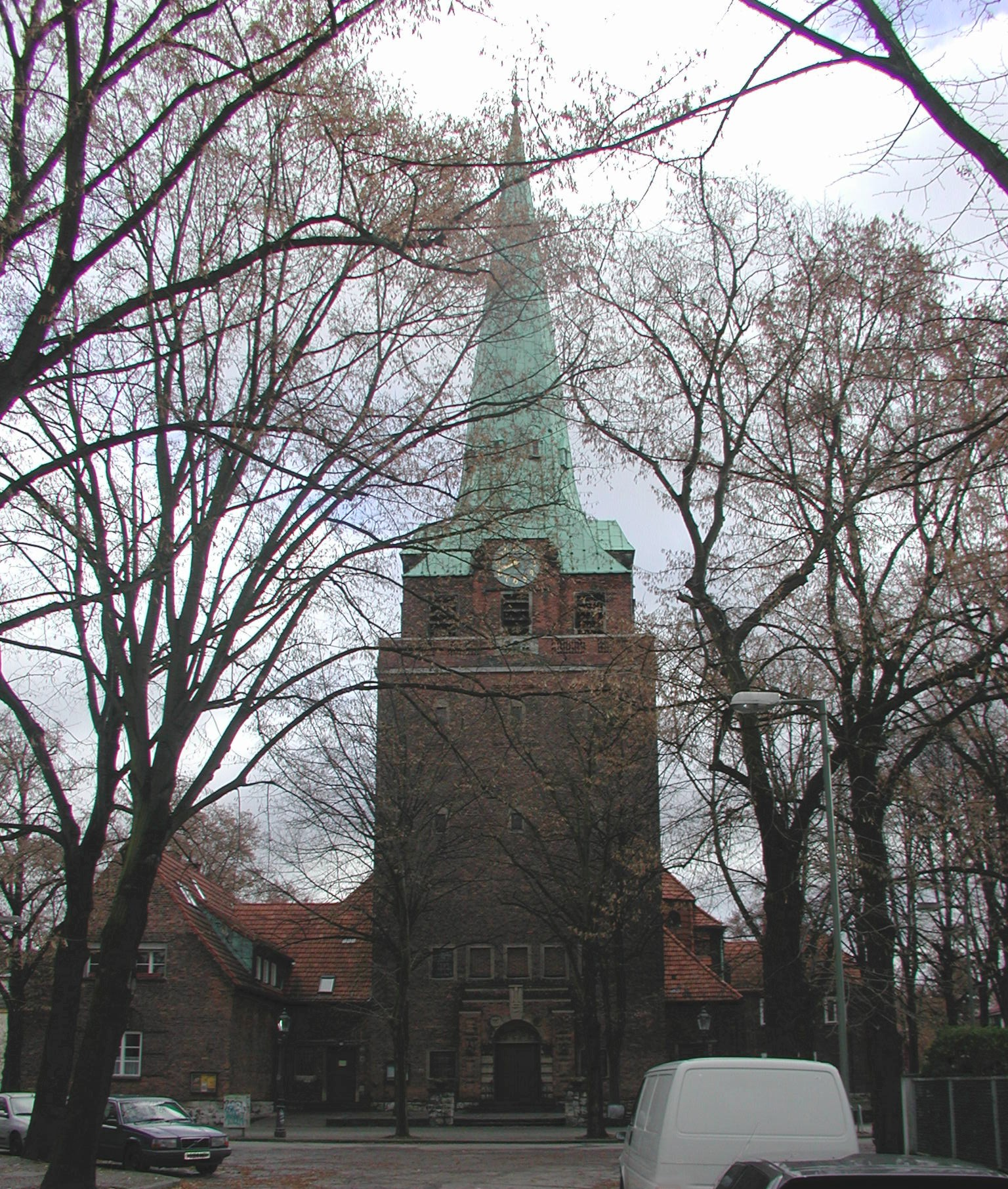
Kirche „Zur frohen Botschaft“ in Berlin-Karlshorst

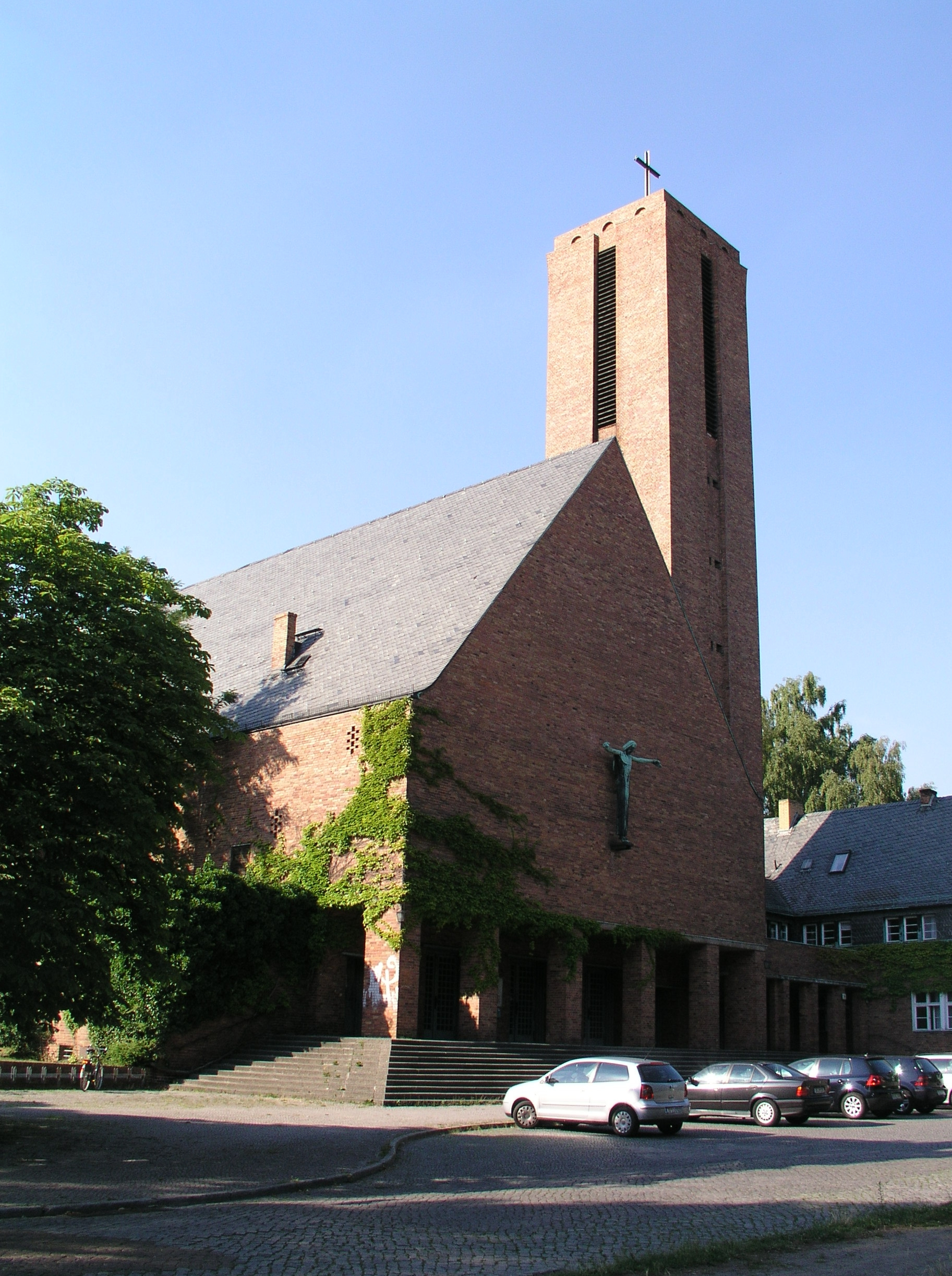
Jesus-Christus-Kirche in Berlin-Dahlem

- 1904: „Haus der Schiffahrt“ für die Westfälische Transport-Actien-Gesellschaft (WTAG) in Berlin
- 1907: orthodoxe Synagoge Friedberger Anlage in Frankfurt am Main
- um 1908: Herrenhaus auf Gut Groß Rambin, Pommern[1][2]
- 1909: St.-Gertrud-Kirche in Lübeck
- 1910: Kirche „Zur frohen Botschaft“ in (Berlin-)Karlshorst
- 1910: Waldkapelle Zum anklopfenden Christus in (Berlin-)Hessenwinkel
- 1911: Rathaus Schöneberg in (Berlin-)Schöneberg
- 1911: Taborkirche in (Berlin-)Wilhelmshagen
- 1912: Markuskirche in (Berlin-)Steglitz

### Nach Auflösung der Sozietät Jürgensen und Bachmann
- 1921–1922: Landhaus Arno-Holz-Straße 15 in Berlin-Steglitz (D)[3]
- 1925: Einbau der Kapelle im Herrenhaus Gelting
- 1926: Wohnanlage Mühlenstraße 33, 35, 37, 39 in Berlin-Lankwitz (D)[4]
- 1926: Wohnanlagen in Berlin-Neu-Westend und Berlin-Charlottenburg
- 1926: Filmatelier der Europäischen Film-Allianz in Berlin-Halensee (zerstört)
- 1926–1930: Wohnanlage Am Volkspark in Wilmersdorf (D)[5]
- 1928–1929: Pflegeheim „Haus Bethesda“ in Teltow (D)[6]
- 1930: Jesus-Christus-Kirche Dahlem in Berlin-Dahlem (D)
- 1934: „Haus Friedrichstadt“ in Berlin-Mitte (D)
- 1936–1937: Festsaaltrakt am Diakonissenhaus Salem in Berlin-Lichtenrade (D)[7]
- 1938: Matthias-Claudius-Kirche in Berlin-Heiligensee
- 1938: Verwaltungsgebäude der Gagfah / Verwaltungsgebäude der Bundesversicherungsanstalt für Angestellte in Berlin-Wilmersdorf (D)[8]